# Pseudocophotis sumatrana
Espèce
Synonymes
- Cophotis sumatrana Hubrecht 1879

Statut de conservation UICN

 DD  : Données insuffisantes
Pseudocophotis sumatrana est une espèce de sauriens de la famille des Agamidae.

## Répartition
Cette espèce est endémique d'Indonésie. Elle se rencontre à Sumatra et à Java.

## Publication originale
- Hubrecht, 1879 : Contributions to the herpetology of Sumatra. Notes from the Leyden Museum, vol. 1, p. 243-245 (texte intégral).